# Garantie de prêt immobilier
Une garantie de prêt immobilier est un mécanisme à la fois légal et commercial qui lie un prêteur à un emprunteur et qui permet au prêteur d'obtenir un remboursement, partiel ou complet, du montant prêté en cas de défaut de paiement de l'emprunteur.
En France, lors de l'achat d'un bien immobilier, les banques qui financent l'acquisition peuvent demander à l'emprunteur des garanties de divers ordres. Ainsi, en cas de non-remboursement du prêt par l'emprunteur, les banques disposeront de diverses solutions rendant plus facile la récupération des fonds qu'elles ont avancés.
Pour garantir le prêt, plusieurs choix sont possibles.

## Hypothèque
C'est une garantie traditionnelle occasionnant certains frais (notamment la taxe de publicité foncière et le recours obligatoire à un notaire pour son inscription à la conservation des hypothèques). L'hypothèque comporte une mainlevée, pouvant occasionner des frais supplémentaires en cas de revente du bien immobilier avant expiration du prêt.

## Inscription en privilège de prêteur de deniers (IPPD)
L'Inscription en privilège de prêteur de deniers est une garantie traditionnelle portant uniquement sur les biens anciens. Elle est moins chère que l'hypothèque (pas de taxe de publicité foncière). L'IPPD comporte une mainlevée, pouvant occasionner des frais supplémentaires en cas de revente du bien immobilier avant expiration du prêt.

## Société de cautionnement
Les banques ont créé des sociétés de cautionnement, qui, à l'instar d'une caution pour un bail, assurent le remboursement du prêt en cas de non-paiement par l'emprunteur. La société de cautionnement dispose ensuite d'un recours contre l'emprunteur. À la différence de l'hypothèque et du privilège de prêteur de deniers, ce cautionnement, bien que payant, n'entraîne pas de frais d'inscription au service de publicité foncière ni de frais de notaire. La caution ne nécessite pas de mainlevée. Il s'agit d'un acte sous seing privé qui n'a pas de formalisme juridique particulier. Il est proposé par les banques en fonction du montant du prêt et de l'apport personnel pour l'achat du bien immobilier. La plus connue de ces sociétés de cautionnement est Crédit Logement.

## Caution mutuelle fonctionnaire
Créée [Quand ?], la caution mutuelle fonctionnaire est une garantie pour les fonctionnaires français et pour certaines activités particulières (recherche...).

## Caution solidaire d’un particulier
La Caution solidaire d’un particulier est une garantie analogue à celle effectuée dans le cadre d'un crédit à la consommation. Elle est cependant peu utilisée dans le cas d'un crédit immobilier, les banques préférant une caution bancaire ou une inscription. Dans le cas d'acquisition d'un bien immobilier par une petite personne morale (par exemple une société civile immobilière), les banques exigent quasiment systématiquement une caution solidaire et indivisible de l'ensemble des associés.